# WTA International Tournaments
Els WTA International Tournaments són una sèrie de 32 tornejos de tennis femení que formen part del calendari de la WTA. Els tornejos d'aquesta sèrie constitueixen la tercera i menor categoria dins dels tornejos WTA, per darrere dels WTA Premier Tournaments. És una categoria creada a partir de la temporada 2009, ja que fins a la temporada 2008 eren tornejos denominats Tier III i Tier IV. La temporada 2020 es van cancel·lar nombrosos esdeveniments a causa de la Pandèmia per coronavirus de 2019-2020.

## Torneigs

### Actuals
| Torneig                      | Nom comercial                               | Ciutat              | País          | Superfície              | Participants | Primera edició |
| ---------------------------- | ------------------------------------------- | ------------------- | ------------- | ----------------------- | ------------ | -------------- |
| Auckland Open                | ASB Classic                                 | Auckland            | Nova Zelanda  | Pista dura              | 32           | 2009           |
| Shenzhen Open                | Shenzhen Open                               | Shenzhen            | Xina          | Pista dura              | 32           | 2013           |
| Hobart International         | Hobart International                        | Hobart              | Australia     | Pista dura              | 32           | 2009           |
| Hua Hin Championships        | Hua Hin Championships                       | Hua Hin             | Tailàndia     | Pista dura              | 32           | 2019           |
| Mexican Open                 | Abierto Mexicano TELCEL                     | Acapulco            | Mèxic         | Pista dura              | 32           | 2009           |
| WTA Lyon Open                | Open 6ème Sens                              | Lió                 | França        | Pista dura (i)          | 32           | 2019           |
| Monterrey Open               | Abierto GNP Seguros                         | Monterrey           | Mèxic         | Pista dura              | 32           | 2009           |
| Copa Colsanitas              | Claro Open Colsanitas                       | Bogotá              | Colombia      | Terra batuda (vermella) | 32           | 2009           |
| İstanbul Cup                 | TEB BNP Paribas İstanbul Cup                | İstanbul            | Turquia       | Terra batuda (vermella) | 32           | 2009           |
| Prague Open                  | J&T Banka Prague Open                       | Praga               | Txèquia       | Terra batuda (vermella) | 32           | 2015           |
| Internationaux de Strasbourg | Internationaux de Strasbourg                | Estrasburg          | França        | Terra batuda (vermella) | 32           | 2009           |
| Morocco Open                 | Grand Prix De SAR La Princesse Lalla Meryem | Rabat               | Marroc        | Terra batuda (vermella) | 32           | 2009           |
| Nottingham Open              | Aegon Nottingham Open                       | Nottingham          | Regne Unit    | Pista d'herba           | 32           | 2015           |
| Rosmalen Championships       | Topshelf Open                               | 's-Hertogenbosch    | Països Baixos | Pista d'herba           | 32           | 2009           |
| Birmingham Classic           | Birmingham Classic                          | Birmingham          | Regne Unit    | Pista d'herba           | 56           | 2009           |
| Bad Homburg Open             | Bad Homburg Open                            | Bad Homburg         | Alemanya      | Pista d'herba           | 32           | 2020           |
| Bucharest Open               | BRD Bucharest Open                          | Bucarest            | Romania       | Terra batuda (vermella) | 32           | 2014           |
| Swiss Open                   | Ladies Championship Lausanne                | Lausanne            | Suïssa        | Terra batuda (vermella) | 32           | 2016           |
| Baltic Open                  | Baltic Open                                 | Jūrmala             | Letònia       | Terra batuda (vermella) | 32           | 2019           |
| Palermo International        | Internazionali Femminili di Palermo         | Palerm              | Itàlia        | Terra batuda (vermella) | 32           | 2009           |
| Washington Open              | Citi Open                                   | Washington D.C.     | Estats Units  | Pista dura              | 32           | 2011           |
| Albany Open                  | Albany Open                                 | Albany              | Estats Units  | Pista dura              | 32           | 2020           |
| Japan Open                   | Japan Women's Open                          | Hiroshima           | Japan         | Pista dura              | 32           | 2009           |
| Jiangxi Open                 | Jiangxi Open                                | Nanchang            | Xina          | Pista dura              | 32           | 2016           |
| Korea Open                   | Kia Korea Open                              | Seul                |               | Pista dura              | 32           | 2009           |
| Guangzhou Open               | Guangzhou International Women's Open        | Guangzhou           | Xina          | Pista dura              | 32           | 2009           |
| Tianjin Open                 | Tianjin Open                                | Tianjin             | Xina          | Pista dura              | 32           | 2014           |
| Hong Kong Open               | Hong Kong Open                              | Hong Kong           | Xina          | Pista dura              | 32           | 2014           |
| Linz Open                    | Generali ladies Linz                        | Linz                | Austria       | Pista dura (i)          | 32           | 2009           |
| Luxembourg Open              | BGL BNP Paribas Luxembourg Open             | Ciutat de Luxemburg | Luxemburg     | Pista dura (i)          | 32           | 2009           |

### Dissolts
| Torneig                     | Nom comercial                             | Ciutat                     | País         | Superfície                | Participants | Primera edició | Darrera edició |
| --------------------------- | ----------------------------------------- | -------------------------- | ------------ | ------------------------- | ------------ | -------------- | -------------- |
| Amelia Island Championships | MPS Group Championships                   | Ponte Vedra Beach, Florida | Estats Units | Terra batuda (verda)      | 32           | 2009           | 2010           |
| Slovenia Open               | Banka Koper Slovenia Open                 | Portorož                   | Eslovènia    | Pista dura                | 32           | 2009           | 2010           |
| Brisbane International      | Brisbane International                    | Brisbane                   | Australia    | Pista dura                | 32           | 2009           | 2011           |
| Marbella Open               | Andalucia Tennis Experience               | Marbella                   | Espanya      | Terra batuda (vermella)   | 32           | 2009           | 2011           |
| Barcelona Open              | Barcelona Ladies Open                     | Barcelona                  | Catalunya    | Terra batuda (vermella)   | 32           | 2009           | 2012           |
| Danish Open                 | e-Boks Open                               | Copenhaguen                | Dinamarca    | Pista dura (i)            | 32           | 2010           | 2012           |
| Texas Tennis Open           | Texas Tennis Open                         | Dallas                     | Estats Units | Pista dura                | 32           | 2011           | 2012           |
| U.S. Indoors                | U.S. National Indoor Tennis Championships | Memphis                    | Estats Units | Pista dura (i)            | 32           | 2009           | 2013           |
| Budapest Grand Prix         | Budapest Grand Prix                       | Budapest                   | Hongria      | Terra batuda (vermella)   | 32           | 2009           | 2013           |
| Portugal Open               | Portugal Open                             | Estoril                    | Portugal     | Terra batuda (vermella)   | 32           | 2009           | 2014           |
| Thailand Open               | PTT Pattaya Open                          | Pattaya                    | Tailàndia    | Pista dura                | 32           | 2009           | 2015           |
| Gastein Ladies              | Gastein Ladies                            | Bad Gastein                | Austria      | Terra batuda (vermella)   | 32           | 2009           | 2015           |
| Baku Cup                    | Baku Cup                                  | Bakú                       | Azerbaijan   | Pista dura                | 32           | 2011           | 2015           |
| Rio Open                    | Rio Open                                  | Rio de Janeiro             | Brasil       | Terra batuda (vermella)   | 32           | 2014           | 2016           |
| Katowice Open               | Katowice Open                             | Katowice                   | Polònia      | Pista dura (i)            | 32           | 2013           | 2016           |
| Brasil Tennis Cup           | Brasil Tennis Cup                         | Florianópolis              | Brasil       | Pista dura                | 32           | 2013           | 2016           |
| Malaysian Open              | Alya Malaysian Open                       | Kuala Lumpur               | Malaisia     | Pista dura                | 32           | 2010           | 2017           |
| Swedish Open                | Swedish Open                              | Båstad                     | Suècia       | Terra batuda (vermella)   | 32           | 2009           | 2017           |
| Taiwan Open                 | Taiwan Open                               | Taipei                     | Taiwan       | Pista dura                | 32           | 2016           | 2018           |
| Moscow River Cup            | Moscow River Cup                          | Moscou                     | Rúsia        | Terra batuda (vermella)   | 32           | 2018           | 2018           |
| Tournoi de Québec           | Coupe Banque Nationale                    | Quebec City                | Canada       | Sintètica d'interiors (i) | 32           | 2009           | 2018           |
| Budapest Grand Prix         | Hungarian Ladies Open                     | Budapest                   | Hongria      | Pista dura (i)            | 32           | 2017           | 2019           |
| Ladies Open Lugano          | Ladies Open Lugano                        | Lugano                     | Suïssa       | Terra batuda (vermella)   | 32           | 2017           | 2019           |
| Nuremberg Cup               | Nürnberger Versicherungscup               | Nürnberg                   | Alemanya     | Terra batuda (vermella)   | 32           | 2013           | 2019           |
| Mallorca Open               | Mallorca Open                             | Mallorca                   | Espanya      | Pista d'herba             | 32           | 2016           | 2019           |
| Bronx Open                  | NYJTL Bronx Open                          | Bronx, Nova York           | Estats Units | Pista dura                | 32           | 2019           | 2019           |
| Tashkent Open               | Tashkent Open                             | Taixkent                   | Uzbekistan   | Pista dura                | 32           | 2009           | 2019           |
| WTA Tournament of Champions | WTA Tournament of Champions               | Bali                       | Indonesia    | Pista dura (i)            | 8            | 2009           | 2011           |
| WTA Tournament of Champions | WTA Tournament of Champions               | Sofia                      | Bulgaria     | Pista dura (i)            | 8            | 2012           | 2014           |